# دراهوفو (كجوستينديل)
دراهوفو (Драгово) هي مدينة في مقاطعة كجوستينديل في أوكرانيا.
يبلغ عدد سكانها حوالي 4372   نسمة.